# Klemens Urmowski
Klemens Urmowski (ur. 23 stycznia 1780 we Lwowie, zm. 4 października 1827 w Warszawie) – prawnik, sędzia, profesor Uniwersytetu Warszawskiego, bibliofil.

## Życiorys
Urodził się dnia 23 stycznia 1780 w rodzinie Piotra i Marianny z Piaseckich, ojciec jego był skromnym urzędnikiem państwowym. Pomimo skromnych warunków życia razem ze swoim bratem Leonem otrzymał staranne wykształcenie. Po ukończeniu lwowskiego gimnazjum wstępuje do Uniwersytetu Lwowskiego na wydział prawa.
Po ukończeniu studiów odbywa dwuletni staż w kancelarii adwokackiej a następnie pracuje jako austriacki urzędnik rządowy mieszkając w Lublinie.
Za czasów Księstwa Warszawskiego w 1809 zostaje mianowany prokuratorem generalnym województw lubelskiego i podlaskiego i następnie sędzią przy trybunale cywilnym w Lublinie.
W 1815 zostaje sędzią sądu apelacyjnego oraz prokuratorem generalnym Królestwa Polskiego. Zostaje powołany na członka Komisji Najwyższej Egzaminacyjnej w Królestwie.
Z chwilą utworzenia Uniwersytetu Warszawskiego jest w nim wykładowcą: encyklopedii prawa, zasad prawa natury, statystyki, Instytucji prawa rzymskiego i w późniejszym okresie już jako profesor stały – prawa kryminalnego i kościelnego.
Należał do Towarzystwa Warszawskiego Przyjaciół Nauk, Towarzystwa Nauk w Krakowie, Lubelskiego Towarzystwa Dobroczynności i Towarzystwa Gospodarczo-Rolniczego. Otrzymał z Uniwersytetu Jagiellońskiego doktorat prawa. Był członkiem masonerii.
Klemens Urmowski był bibliofilem posiadającym bardzo duży i cenny zbiór książek. Jedną część swoich zbiorów ok. 2 tysiące tomów podarował w 1810 Towarzystwu Warszawskiemu Przyjaciół Nauk.
Nie ma informacji o losach całości księgozbioru Urmowskiego po jego śmierci. Niewykluczone, że trafiły do Biblioteki Towarzystwa Warszawskiego Przyjaciół Nauk i po upadku powstania listopadowego znalazły się w rosyjskich bibliotekach.
W Archiwum Głównym Akt Dawnych znajduje się ośmiotomowy zbiór korespondencji zatytułowanej: Listy do Urmowskiego, 1780-1827.
Klemens Urmowski zmarł dnia 4 października 1827 w Warszawie i pochowany został na Starych Powązkach

## Publikacje
- Almanach Lubelski na r. 1815,  Warszawa 1815, z rycinami, obejmujący wiele ciekawych i pożytecznych artykułów,
- Stilpon, rozmowa o wyborze Naczelnego Trybuna w Megarze, zastosowana do krajów w których wybory urzędników miejsce znajdują, z dzieła niemieckiego Wielanda, Warszawa 1816,
- Rozprawa o środkach nadania prawom powagi i jej zachowania, Warszawa 1819,
- Wiadomość o życiu i pismach sławnego w świecie uczonym Izraelity polskiego Salomona Majmona w Roczniku Towarzystwa Warszawskiego Przyjaciół 1821,
- O wpływie religi chrześcijańskiej na udoskonalenie najpoważniejszych prawnych stosunków ludzkich  w Roczniku Towarzystwa Warszawskiego Przyjaciół 1824,
- Przymówienie się jako członka Towarzystwa Warszawskiego Przyjaciół Nauk w Roczniku Towarzystwa Warszawskiego Przyjaciół Nauk tom XX.

W rękopisach pozostawił tłumaczenia z łacińskiego poezje Klemensa Janickiego, oraz wykładane przez siebie przedmioty w uniwersytecie i rozprawy historyczne.